# Етель Вілсон
Етель Девіс Вілсон, OC (20 січня 1888 — 22 грудня 1980) — канадська письменниця оповідань і романів. Серед її робіт — Гетті Дорваль (1947), «Невинний мандрівник» (1949), «Болотяний ангел» (1954) та «Місіс Ґолайтлі та інші оповідання» (1961).

## Життя
Вілсон народилася в 1888 році в Порт-Елізабет в Капській колонії в родині Роберта та Ліли Браянт. Вона переїхала до Англії з батьком у 1890 році після смерті матері. У 1898 році, після смерті батька, її забрали жити з бабусею по материнській лінії Енні Малкін у Ванкувері, Британська Колумбія, але в чотирнадцять років вона поїхала до Англії на навчання в школі для дочок методистських служителів. Згодом Етель повернулася до Ванкувера й отримала сертифікат вчительки через рік, у 1907 році, і протягом тринадцяти років викладала у початкових школах Ванкувера. У 1921 році вона вийшла заміж за Воллеса Вілсона, президента Канадської медичної асоціації та професора медичної етики в Університеті Британської Колумбії.
У 1980 році вона була госпіталізована і перенесла серію невеликих інсультів. За день до смерті вона відчувала фізичні страждання через відходження каменя в нирках. Лікар ввів їй ліки, щоб полегшити біль.

## Письменницька кар'єра
Перший опублікований твір Етель Вілсон з’явився в 1919 році під назвою Дивовижні пригоди Пітера, як серія дитячих оповідок, яка виходилі в часописі Vancouver Daily Province. Етель вважала за краще проігнорувати цей дебют, а пізніше стверджувала, що її видавнича кар'єра почалася в 1930-х роках, коли вона почала писати в машині, в час відвідання її чоловіком пацієнтів. Саме в цьому десятилітті Вілсон опублікувала кілька оповідань і почала серію белетризованих сімейних спогадів, які пізніше були опубліковані під назвою «Невинний мандрівник» (1949). Її перший опублікований роман «Гетті Дорвал» вийшов у 1947 році, а через сім років вийшов «Болотяний ангел» (1954), який, як правило, вважається її найдосконалішим твором. Її остання книга — «Місіс Ґолайтлі та інші оповідання» (1961).
Вілсон відома як одна з перших канадських письменниць, яка змалюваоа природну красу Британської Колумбії. Вона часто писала про важливі для неї місця в Британській Колумбії та змогла детально описати суворість і чарівність ландшафту. Однак у 1958 році в Університеті Британської Колумбії, у доповіді під назвою «Підхід до деяких романів», Вілсон заявила, що школи «канадського романописання» немає, і вона не потрібна. На її думку, були романи, написані канадцями в Канаді, але вони були написані без визначеної формули того, що можна було б вважати «канадським романом». Хоча Вілсон не була надто патріотичною у своїх творах, вона вважала середовище дуже важливим для її персонажів. Насправді зв’язок із місцевим оточенням займає центральне місце в її творах, присвячених дослідженню стосунків і способу, яким люди реагують на життя. Герої Вілсон спостерігаються у стосунках з навколишнім середовищем. У творі «Любов та солона вода» вона стверджує, що «страшна сила географії визначає характер і продуктивність народу».
Вілсон є предметом однієї критики, «Етель Вілсон» Дезмонда Пейсі, і двох біографій «Зворотна сторона мовчання: життя Етель Вілсон» Мері Макалпайн і «Етель Вілсон: критична біографія».

## Твори
- Гетті Дорваль — 1947 (перевидано в 2005 році Persephone Books )
- Невинний мандрівник — 1949
- Рівняння кохання. (Історія Ліллі) — 1952
- Болотяний ангел — 1954
- Любов і солона вода — 1956
- Місіс Ґолайтлі та інші оповідання — 1961
- Етель Вілсон: Оповідання, нариси та листи — 1987 (за ред. Девіда Стока)

## Нагороди та визнання
За її внесок у канадську літературу Вілсон була нагороджена однією з літературних нагород генерал-губернатора в 1961 році та медаллю Лорна Пірса від Королівського товариства Канади в 1964 році. У 1970 році вона була стала офіцером Ордена Канади «за внесок у канадську літературу» .
На її честь названо премію Етель Вілсон за художню літературу .

## Зовнішні посилання
- Етель Вілсон у Канадській енциклопедії
- Профіль автора в Persephone Books
- Гетті Дорвал у Persephone Books